# Lightrail in de Verenigde Staten

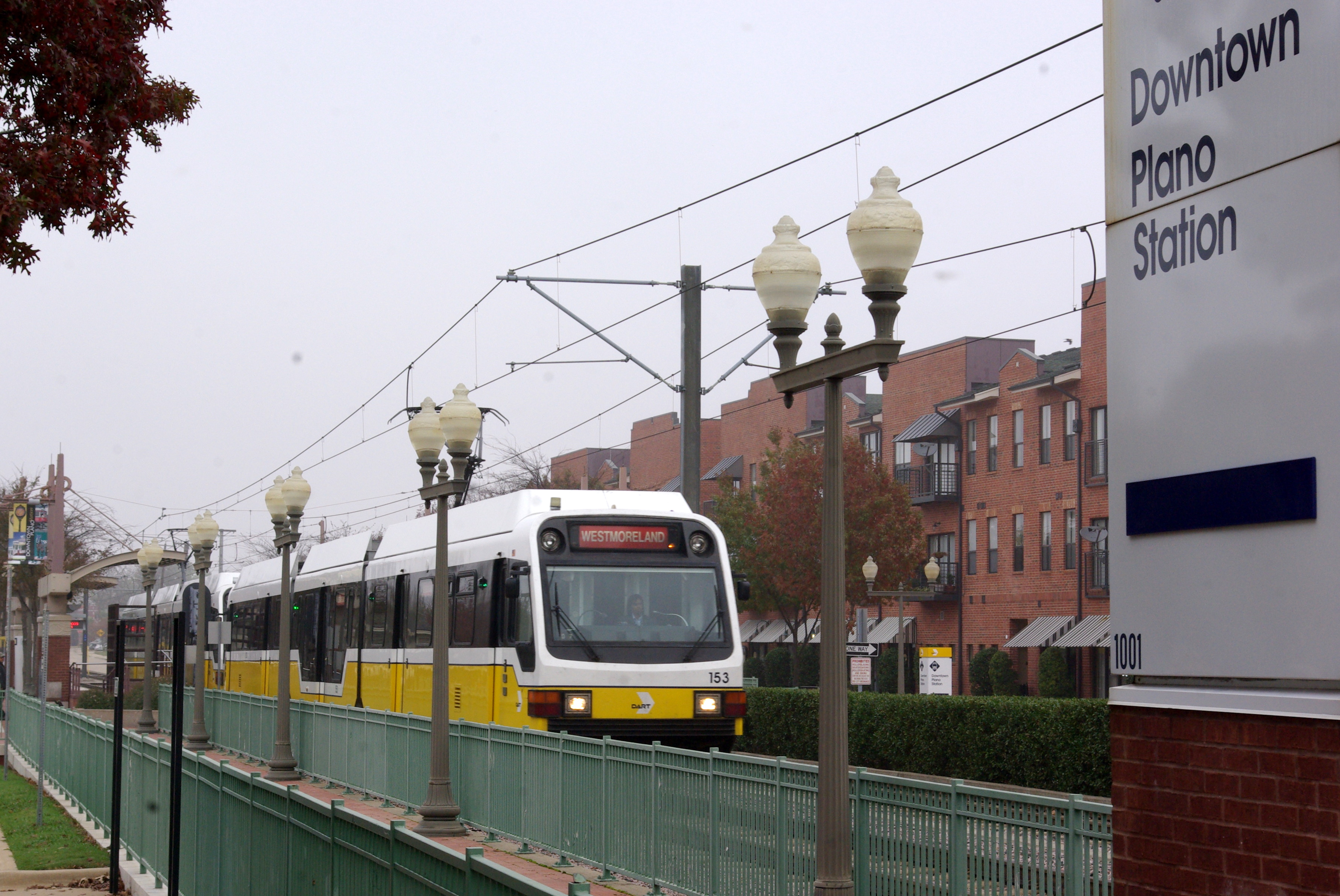
DART Light Rail in Dallas is het systeem met de meeste kilometers sporen in de VS.

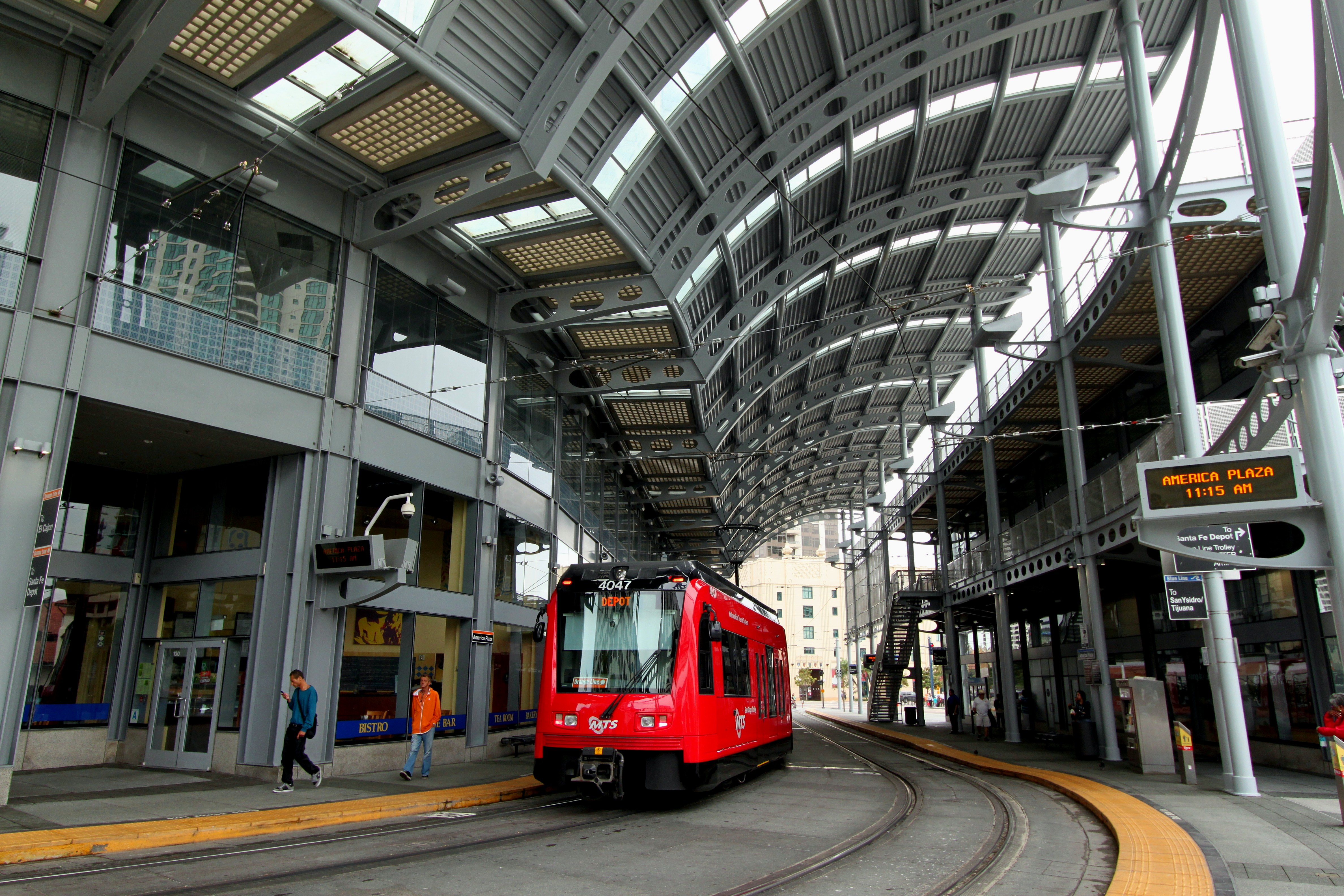
De halte America Plaza in San Diego

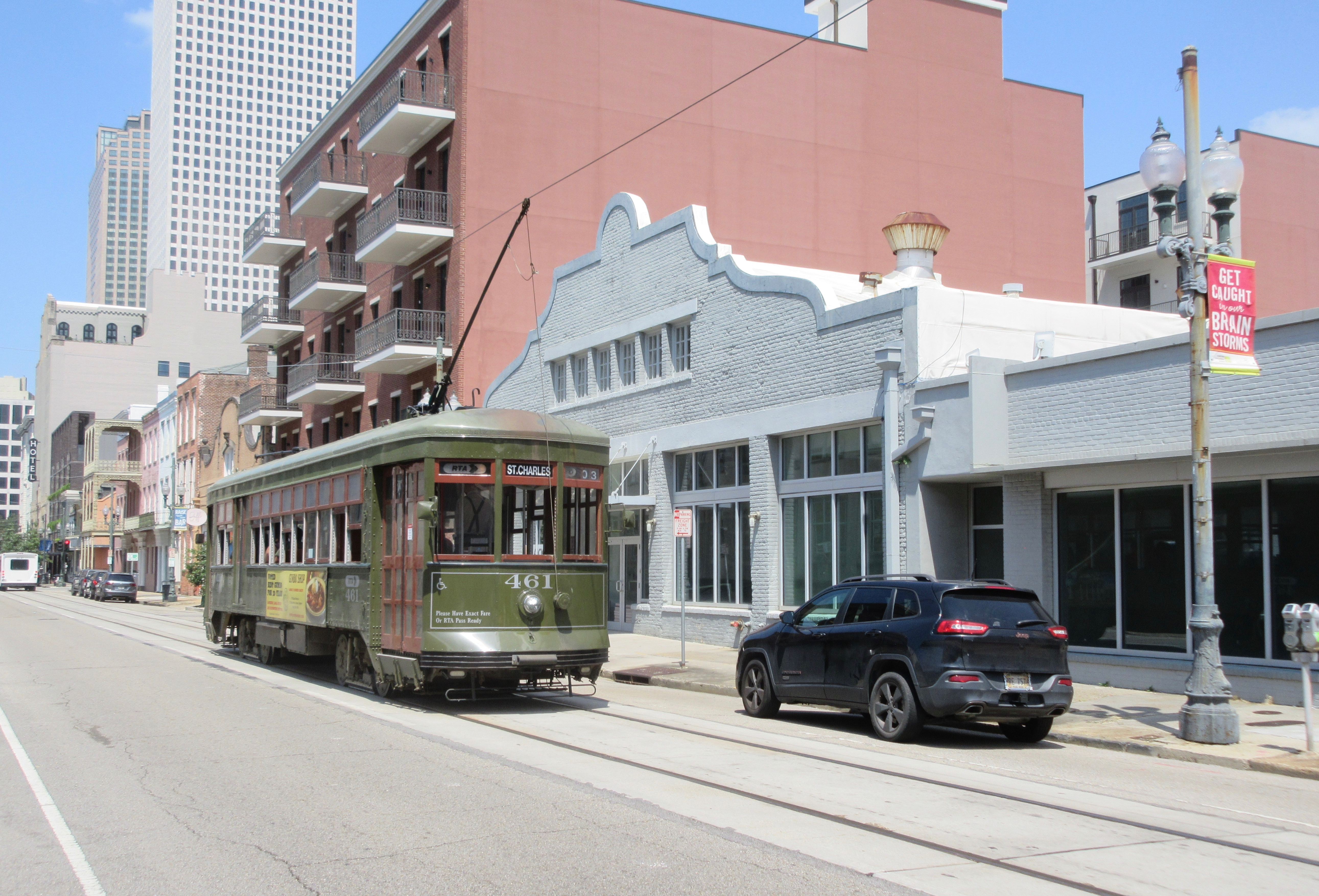
Tram in Carondelet Street in New Orleans

Lightrail in de Verenigde Staten is een OV-middel dat ontwikkeld is in de jaren 70 als vervolg op de trolley of streetcar, de klassieke stadstram. Lightrail is een verzamelnaam voor (meestal geëlektrificeerde) spoorvervoersystemen die zich qua capaciteit ergens tussen metro en tram in bevinden: sneller dan een tram en lichter en goedkoper dan een metro. Meestal bedient lightrail een stedelijke agglomeratie. In tegenstelling tot de metro zijn er bij lightrail wel gelijkvloerse kruisingen. Vaak kunnen lightrail-systemen ook minder passagiers verwerken dan metrosystemen.

## Lightrail-systemen
In juli 2014 waren er in de Verenigde Staten 45 lightrailsystemen operationeel die het jaar door diensten aanbieden, waaronder een aantal historische lightrail- of tramsystemen. Daarvan gaan er enkele terug op de oude stadstrams en trolleys, andere op het fenomeen van de Interurbans. De grootste systemen zijn evenwel moderne, die vaak tijdens of na de jaren 1980 tot stand zijn gekomen. Weinig landen in de wereld beschikken over zoveel lightrailsystemen. De Verenigde Staten kennen evenwel een veel minder goed uitgebouwd spoorwegennet voor passagierstreinen dan andere ontwikkelde landen.

### Aantallen passagiers
De grootste lightrailnetwerken in de Verenigde Staten zijn, in volgorde van het aantal passagiers per jaar (2013 en 2019):
- Metro Rail-lightrail in Los Angeles (63.759.500 en 59.655.400)
- MBTA-lightrail in Boston (72.273.600 en 56.975.600)
- Muni Metro in San Francisco (51.954.400 en 49.795.700)
- MAX Light Rail in Portland (38.371.600 en 38.867.600)
- San Diego Trolley (34.448.900 en 37.293.800)
- Dallas Area Rapid Transit (— en 28.335.800)

Door de korte trams wordt de tram van Philadeplhia als "streetcar" geclassificeerd:
- SEPTA-lightrail in Philadelphia (32.794.900 en 22.816.900).

### Oud en nieuw
De oudste nog bestaande tramlijn ter wereld bevindt zich in New Orleans, waar deze in 1835 ging rijden. Het oudste nog bestaande semimetro-systeem is de Green Line in Boston, waarvan het eerste tunneldeel in 1897 in gebruik werd genomen. Historisch netwerken zijn er verder ook nog in San Francisco en Philadelphia.
Meer recente aanwinsten zijn CityLynx Gold Line in Charlotte, Dallas Streetcar en Atlanta Streetcar in 2015. Daarnaast onder meer KC Streetcar in Kansas City en DC Streetcar in Washington D.C. in 2016 en Oklahoma City Streetcar in 2018. Er staan verschillende nieuwe systemen in de steigers, zoals in Maryland waar vanaf 2027 's lands langste lightrailvoertuigen gaan rijden. Honolulu Rail Transit heeft daarentegen gekozen voor een lichte metro.